# Dětská obrna
Dětská obrna, též dětská přenosná obrna nebo poliomyelitida (lat. poliomyelitis) je virové infekční onemocnění člověka. Původcem je Poliovirus z čeledi Picornaviridae. Přibližně 90 až 95 % infekcí nezpůsobuje žádné symptomy. To ovšem také znamená, že z těchto nakažených se stávají nevědomky přenašeči. Dalších 5 až 10 % lidí má méně závažné symptomy, jako jsou horečka, bolest hlavy, průjem, strnulost krku a bolesti v horních a dolních končetinách. Tito lidé se většinou navrátí do původního stavu během jednoho až dvou týdnů. U asi 0,5 % případů se objeví svalová slabost ústící v neschopnost pohybu. K tomu může dojít během několika hodin až několika dní. Tato ochablost nejčastěji zahrnuje dolní končetiny, ale může řidčeji také zahrnovat svaly hlavy, krku a bránice. Část pacientů se plně zotaví. Z těch se svalovou slabostí okolo 2 až 5 % dětí a 15 až 30 % dospělých umírá. Léta po zotavení se může vyskytnout post-polio syndrom, při němž dochází k postupnému rozvoji svalové ochablosti podobné té, kterou osoba prodělala během iniciální infekce.
Po infikování neexistuje žádná specifická léčba, žádný lék. Jediným přenašečem dětské obrny je člověk a onemocnění je tak možné vymýtit. Vakcína proti obrně byla vynalezena v 50. letech 20. století a v drtivé většině zemí byla nemoc vymýcena. K roku 2020 se divoký virus šířil mezi lidmi pouze v Afghánistánu (53 případů) a Pákistánu (80), což je významný pokles oproti roku 1988, kdy bylo na celém světě 350 000 případů šíření divokého viru.
V srpnu 2024 byl po 25 letech potvrzen první případ dětské obrny v Pásmu Gazy.

## Přenos nemoci
Polioviry jsou šířeny jídlem nebo vodou obsahující lidské fekálie a méně častěji z infikovaných slin. Infikovaní mohou šířit nemoc, aniž by se u nich projevily symptomy během 6 týdnů. Tato nemoc může být diagnostikována nálezy virů ve fekáliích nebo stanovením protilátek v krvi. Virus se zachytí a začne šířit na sliznicích nosu, v ústech, krku a střevech pacienta. Inkubační doba je 1 až 2 týdny s rozpětím 3 až 35 dnů.

## Formy onemocnění

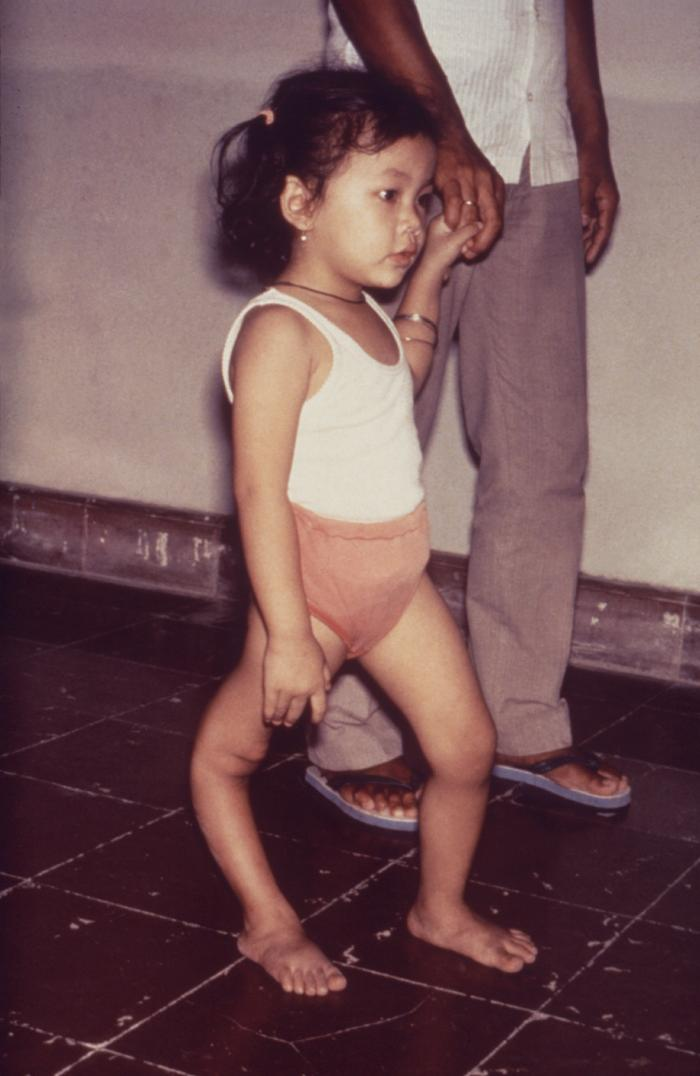
Holčička s dětskou obrnou

Dětská obrna může mít mírnou formu – mezi příznaky onemocnění pak patří zvýšená teplota, nevolnost, bolest hlavy a břicha, někdy i ztuhlost zad a nohou. V těchto případech se pacient vyléčí bez trvalých následků. Obtíže se objevují  zhruba 7–14 dní po nakažení.
Pokud ovšem viry zasáhnou centrální nervový systém, mohou způsobit těžší formu nemoci. V konečném důsledku tak může vzniknout paralytická dětská obrna s následným ochrnutím nejčastěji dolních končetin a trvalými následky po zbytek života. Při napadení mozkového kmene dochází k selhání životně důležitých orgánů. Smrtící kombinací je také postižení dýchacích a polykacích svalů.

## Očkování v Československu a České republice
Proti obávané chorobě se v Československu od roku 1960 očkovalo živou oslabenou vakcínou podávanou ústy (Sabinova vakcína). Vývoj vakcíny vedl v padesátých letech tým lékařů nemocnice Na Bulovce pod vedením Ervína Adama. Dle doporučení Světové zdravotnické organizace se v ČR od roku 2007 používá inaktivovaná očkovací látka, a to v rámci hexavakcíny (kombinovaná vakcína proti záškrtu, tetanu, černému kašli, hepatitidě B, hemofilové nákaze a poliomyelitidě) nebo monovakcíny v celkem pěti dávkách. Důvodem přechodu k tomuto typu očkovací látky byl fakt, že při jejím použití nedochází k vylučování vakcinačního viru stolicí ani k mutacím viru v populaci a nehrozí vznik postvakcinační poliomyelitidy.

## Vymýcení
Známky onemocnění se dochovaly na 6000 let starých mumiích. Jediným přenašečem dětské obrny je člověk a onemocnění je tak možné vymýtit. Vakcína proti obrně byla vynalezena v 50. letech a bezprostředně poté se frekvence výskytu obrny v mnoha industrializovaných zemích výrazně snížila. Československo se v roce 1960 stalo první zemí na světě, kde byla obrna vymýcena na národní úrovni. Nicméně v roce 2007 bylo v České republice stále ještě asi 10 000 lidí, kteří si nesli následky ze svého onemocnění.
Úsilí o globální vymýcení se datuje od roku 1988 a je do něho zapojena řada mezinárodních organizací jako Světová zdravotnická organizace a UNICEF. V roce 1988 byla dětská obrna endemická ve 125 zemích a bylo zaznamenáno 350 tisíc nových případů. V Evropě byla obrna vymýcena v roce 2002. V roce 2016 zůstávaly endemické tři státy – Afghánistán, Pákistán a Nigérie – a bylo zaznamenáno 37 nových případů nemoci. Úplné vymýcení bylo plánováno na rok 2020. V roce 2020 byla nemoc vymýcena v Nigérii, a v tomto roce se divoký virus šířil mezi lidmi pouze v Afghánistánu (53 případů) a Pákistánu (80 případů).
V srpnu 2024 však byl po 25 letech potvrzen první případ dětské obrny v Pásmu Gazy. Následně byla zahájena intenzivní očkovací kampaň, kterou však komplikovalo bombardování ze strany Izraele, který je ve válce s hnutím Hamás.